# ميكائيل أريكسون (لاعب هوكي جليد)
ميكائيل أريكسون (بالسويدية: Mikael Eriksson)‏ هو لاعب هوكي جليد سويدي، ولد في 3 يناير 1987 في كارلسكوغا في السويد.

## وصلات خارجية
- ميكائيل أريكسون على موقع EliteProspects.com (الإنجليزية)
- ميكائيل أريكسون على موقع Eurohockey.com (الإنجليزية)
- ميكائيل أريكسون على موقع HockeyDB.com (الإنجليزية)